# Mullca-Stuhl

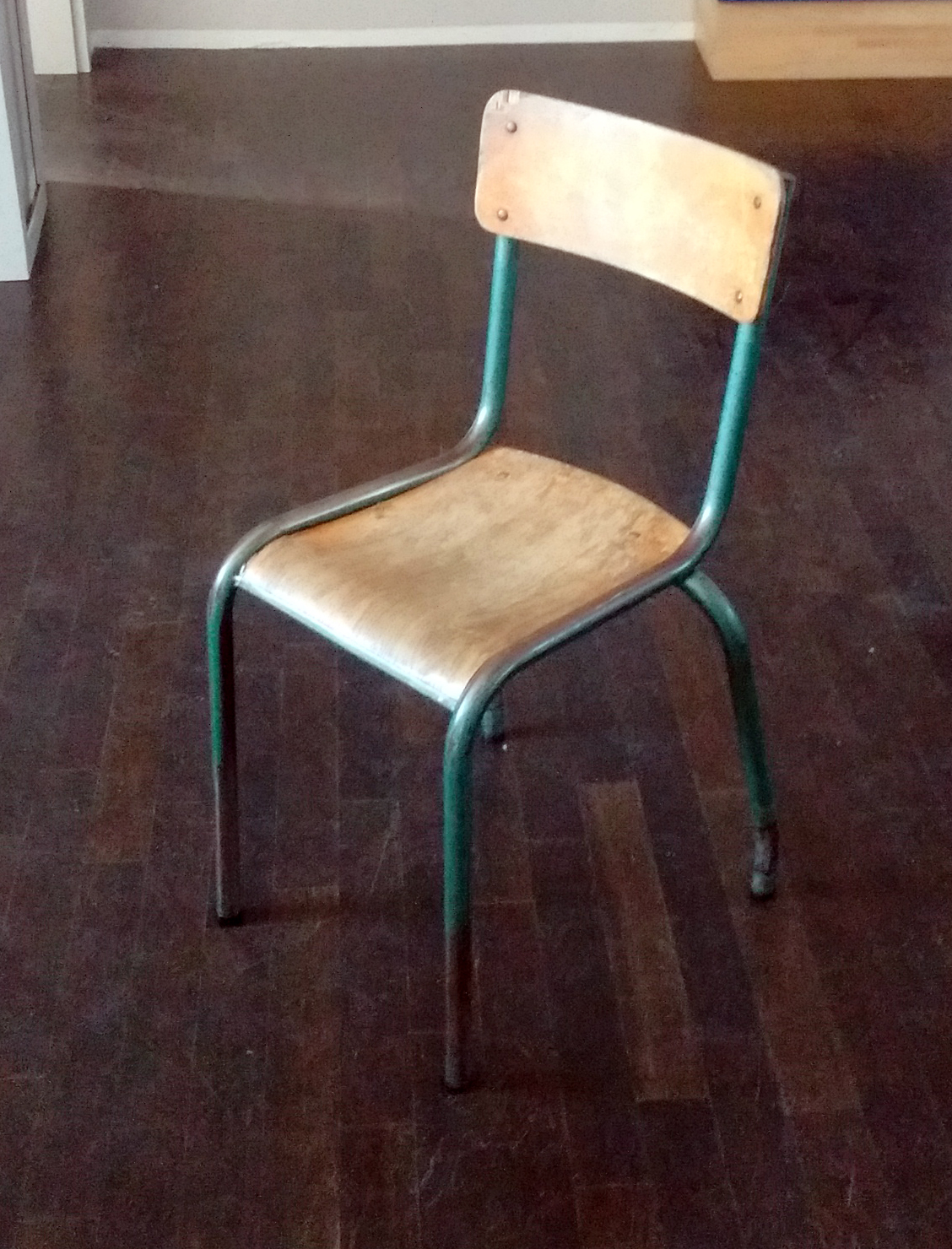
Mullca-Stuhl

Der Mullca-Stuhl war der typische Stuhl, der in Frankreich an allen Schulen bis in die 1980er Jahre verwendet wurde.

## Geschichte
Der Mullca war ein einfacher Schulstuhl mit Stahlstreben, einer Sitzfläche und einer gewölbte Rückenlehne aus Furnierholz. Er wurde 1947 von Gaston Cavaillon kreiert und vom Investor und Möbelfabrikanten Robert Müller in den französischen Schulbetrieb eingeführt. Aus diesen beiden Namen bildete sich die Bezeichnung Mullca.
Die Besonderheit der technologischen Neuerung bestand darin, dass der Mullca aus wenigen Bauteilen bestand. Die hintere Strebe verband gleichzeitig die hinteren und die vorderen Stuhlbeine sowie die Rückenlehne. Das dünnwandige Rohrsystem wurde durch Hartlöten unzerbrechlich und blieb somit auch leicht. Der Belastungstest ergab, dass der Stuhl einer Tonne standhielt. Die Lehne war gewölbt und zwang den Schüler zum Geradesitzen. Die Sitzfläche und Rückenlehne waren leicht zu ersetzen, der Stuhl war somit auch leicht reparabel. Außerdem zerkratzte er die Wände der Klassenzimmer nicht, da die Krümmung der Hinterbeine dieses verhinderten. Die Mullca-Stühle waren stapelbar.
Die staatliche Einkaufsfirma Union des groupements d’achats publics (UGAP) erklärte 1950 den Mullca-Stuhl zum Schulmobiliar, und da Frankreich ein zentralisiertes Land ist, galt die Wahl der UGAP für ganz Frankreich. Die Grundform veränderte sich im Laufe der Jahre nur gering. An den hinteren Streben gab es verschiedene Farbmarkierungen, die den unterschiedlichen sechs Größen je nach Wachstum des Schülers folgten. Der Mullca-Stuhl wurde millionenfach in den Varianten Mullca 511 und 510 produziert.
In den 1980er Jahren erkannten Wissenschaftler, dass das untere Ende der Rückenlehne nicht genügend gewölbt war und den Rücken schädigte. Der Mullca-Stuhl wurde den morphologischen Veränderungen der Schüler nicht mehr gerecht. All dies führte dann 1996 zur Schließung der Mullca-Fabrikation.
Der Mullca-Stuhl bleibt eines der seltenen Zeugnisse des französischen Stuhldesigns der 1950er Jahre. Seit 2013 gibt es eine Label-Edition der Küchenmöbelfirma Plastilux, die eine ursprüngliche Version in kleinen Stückzahlen unter dem Namen „La 510 Originale“ herstellt.

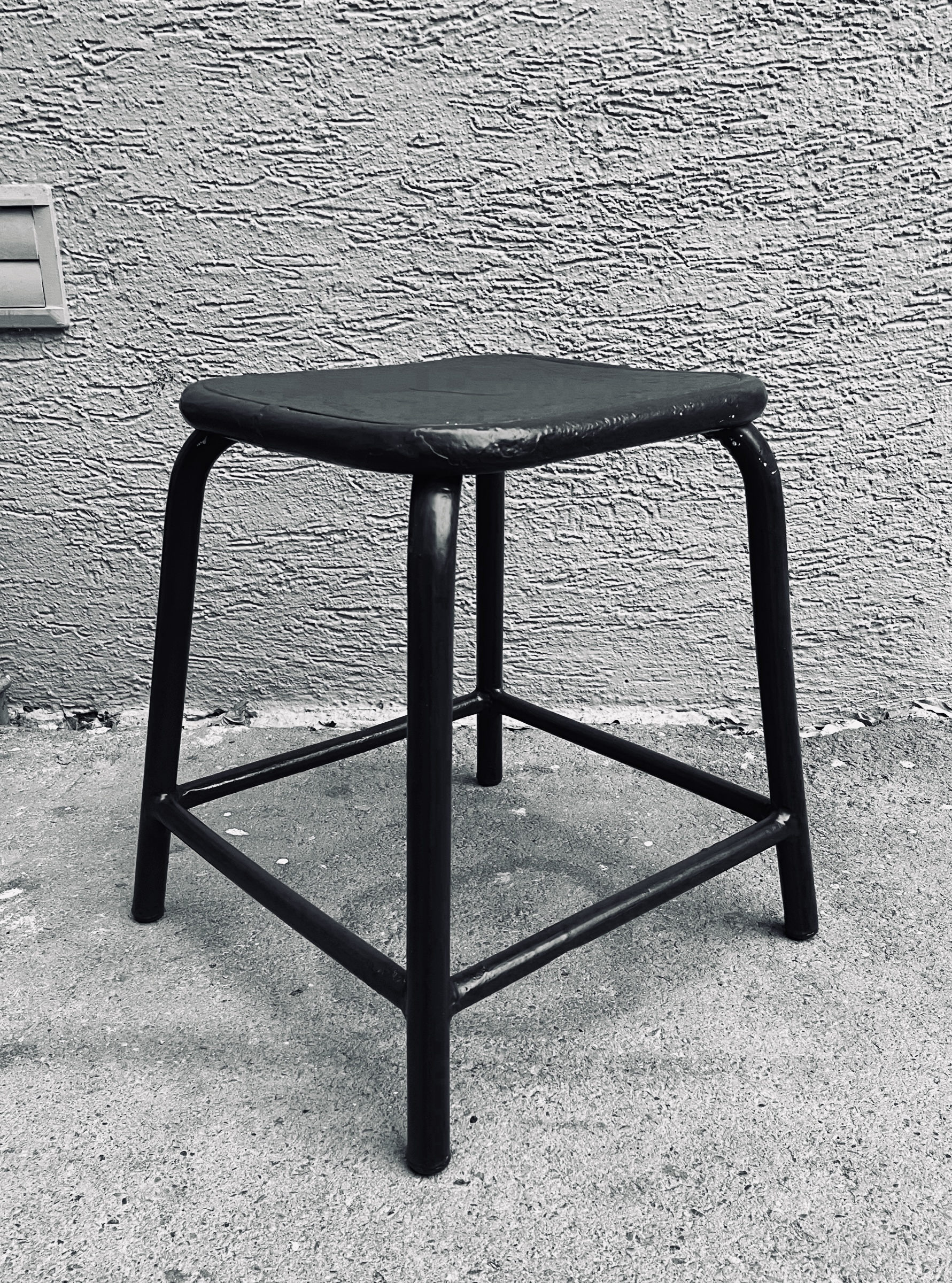
Mullca-Hocker der französischen Streitkräfte aus den 1950er-Jahren

Des Weiteren produzierte Mullca einen Hocker, der in Schulen wie auch beim Französischen Militär Verwendung fand.

## Rezeption
Am 20. November 2005 strahlte der TV-Sender Arte einen Bericht der französischen Journalistin Corinne Delvaux aus, in dem sie die Geschichte und folgende Vergleiche zum Mullca-Stuhl veröffentlicht: 12 Schuljahre mal 36 Schulwochen mal durchschnittlich 30 Unterrichtsstunden – ergibt 12.960 Schulstunden. Jeder Franzose habe also bis zum Ende der Produktion mindestens 12.960 Schulstunden auf diesem Stuhl verbracht. Damit habe sich der Mullca 510 ins kollektive Unterbewusstsein eingeprägt.